# Willi Zacharias
Willi Zacharias (ur. 7 marca 1914 w Sybinie, zm. 29 kwietnia 2006 w Grazu) – rumuński sportowiec, piłkarz ręczny i narciarz zarówno klasyczny, jak i alpejski.
Uczestnik dwóch igrzysk olimpijskich: zimowych 1936 w Garmisch-Partenkirchen i letnich w 1936 w Berlinie. Na zimowych igrzyskach olimpijskich startował w kombinacji alpejskiej, której nie ukończył, oraz w sztafecie 4 × 10 km biegaczy, w której Rumuni zajęli 14. miejsce.
Na letnich igrzyskach w Berlinie Zacharias wystąpił w meczach z Austrią i Szwajcarią. Rumuni zajęli 5. miejsce.